# Prosperita Open 2012
Il Prosperita Open 2012 è stato un torneo professionistico di tennis maschile giocato sulla terra rossa. È stata la 9ª edizione del torneo che fa parte dell'ATP Challenger Tour nell'ambito dell'ATP Challenger Tour 2012. Si è giocato a Ostrava in Repubblica Ceca dal 30 aprile al 6 maggio 2012.

## Partecipanti

### Teste di serie
| Nazionalità | Giocatore          | Ranking* | Testa di serie |
| ----------- | ------------------ | -------- | -------------- |
| Rep. Ceca   | Jan Hájek          | 137      | 1              |
| Russia      | Tejmuraz Gabašvili | 153      | 2              |
| Francia     | Guillaume Rufin    | 157      | 3              |
| Rep. Ceca   | Jan Mertl          | 180      | 4              |
| Italia      | Simone Vagnozzi    | 207      | 5              |
| Belgio      | Yannick Mertens    | 215      | 6              |
| Rep. Ceca   | Dušan Lojda        | 216      | 7              |
| Francia     | Mathieu Rodrigues  | 223      | 8              |

- Ranking al 23 aprile 2012.

### Altri partecipanti
Giocatori che hanno ricevuto una wild card:
- Jakub Lustyk
- Grzegorz Panfil
- Adam Pavlásek
- Jiří Veselý

Giocatori passati dalle qualificazioni:
- Andrej Martin
- Marek Michalička
- Maximilian Neuchrist
- Grega Žemlja

## Campioni

### Singolare
Jonathan Dasnières de Veigy ha battuto in finale  Jan Hájek con il punteggio di 7–5, 6–2.

### Doppio
- Radu Albot /  Tejmuraz Gabašvili hanno battuto in finale  Adam Pavlásek /  Jiří Veselý con il punteggio di 7–5, 5–7, [10–8].